# Chimarra quadrifurcata
Chimarra quadrifurcata är en nattsländeart som beskrevs av Lazar Botosaneanu 1994. Chimarra quadrifurcata ingår i släktet Chimarra, och familjen stengömmenattsländor. Inga underarter finns listade i Catalogue of Life.